# 에티오피아고원

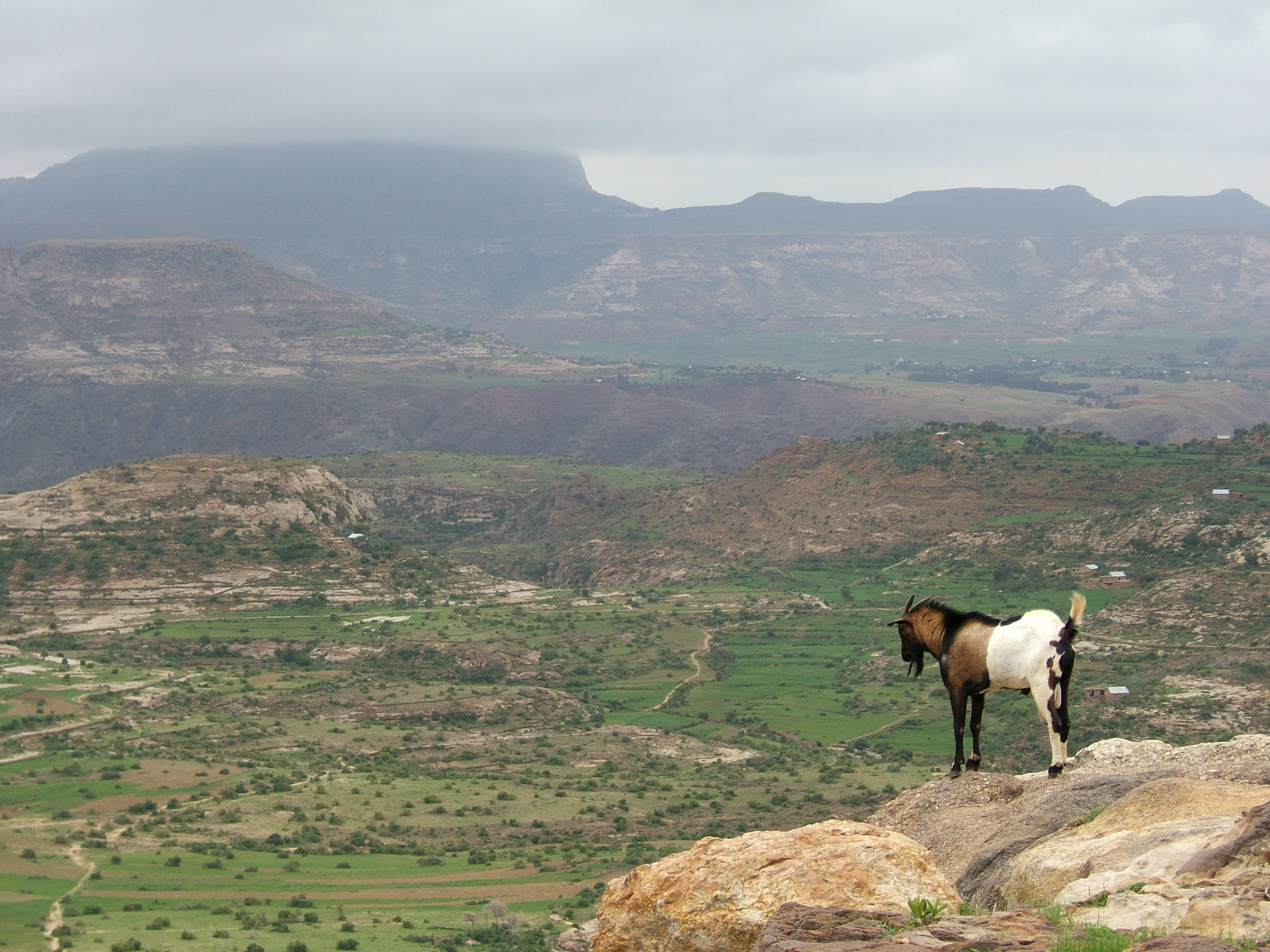
에티오피아 고원

에티오피아 고원(Ethiopia高原)은 아프리카 동부 에티오피아의 고원으로 아비시니아 고원(Abyssinia高原)이라고도 한다. 에티오피아 고원은 아프리카에서 가장 큰 고원으로, 대부분이 해발 1500m 이상이며, 가장 높은 곳은 4550m이다. "아프리카의 지붕"이라고 불리기도 한다.

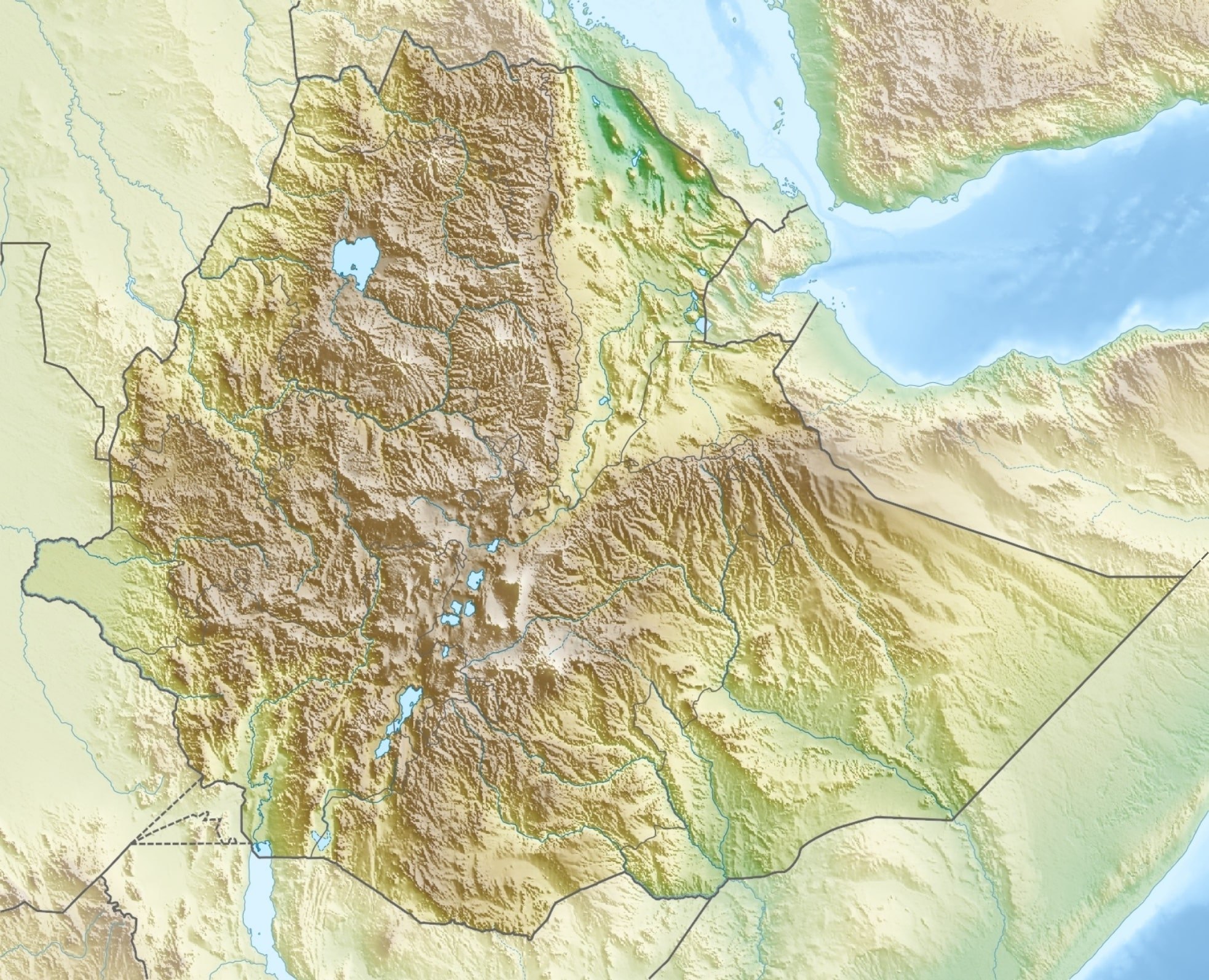
에티오피아의 지형도